# 스테파나케르트 공항
스테파나케르트 공항(아르메니아어: Ստեփանակերտի Օդանավակայան)은 아제르바이잔 스테파나케르트에서 북동쪽으로 10km 떨어진 호잘르에 있는 공항이다. 나고르노카라바흐에 위치한 이 공항은 1992년부터 2023년까지 자칭 아르자흐 공화국의 지배를 받았다. 1980년 말까지는 아르메니아 예레반에서 스테파나케르트를 오가는 항공 노선이 운행되었으나 1990년 제1차 나고르노카라바흐 전쟁이 확대되면서 항공편이 중단되었다.
2009년 아르차흐 공화국은 시설 재건을 시작했다. 2011년 5월 9일 첫 정기편 비행을 시작할 예정이었지만 아르차흐 공화국 관계자는 2011년 내내 운항 날짜를 연기했다. 그러나 아제르바이잔 측은 이 공항이 아제르바이잔 항공법을 위반하여 비행기를 운행하면 자국 영공의 무단 침입으로 간주하고 격추할 것이라고 선언하였다.
2012년 5월 나고르노카라바흐 공화국 민간 항공 공사의 이사인 티그란 가브리엘랸은 공항이 곧 운영을 시작할 것이라고 발표했다. 그러나 아제르바이잔 측에 의한 안전 문제가 해결되지 않았기 때문에 공항은 정식으로 개항하지 않았다.